# Bâtiment situé 36 rue Generala Milojka Lešjanina à Niš
Le bâtiment situé 36 rue Generala Milojka Lešjanina à Niš (en serbe cyrillique : Зграда у Ул. Генерала Милојка Лешјанина 36 у Нишу ; en serbe latin : Zgrada u Ul. Generala Milojka Lešjanina 36 u Nišu) se trouve à Niš, dans la municipalité de Medijana et dans le district de Nišava, en Serbie. Il est inscrit sur la liste des monuments culturels protégés de la république de Serbie (identifiant no SK 1058),.

## Présentation
Le bâtiment, situé 36 rue Generala Milojka Lešjanina, a été construit en 1922 pour le marchand Jordan N. Cvetković Roško ; il a été conçu par l'architecte belgradois Čedomir Glišić. Le père de Jordan, Nikola, était boulanger et, en 1912, il était devenu le propriétaire du premier moulin mécanique à Niš ; dans l'entre-deux-guerres, Jordan et son frère Stavro ont introduit un moteur électrique faisant ainsi de ce moulin l'un des plus grands de Serbie. Avant la Seconde Guerre mondiale, en 1940, Jordan a acheté la briqueterie Ćele Kula. Il a participé aux élections municipales de 1926 à Niš puis a été remplacé à la présidence de la municipalité par Dragiša Cvetković (1893-1969), qui plus tard est devenu Président du gouvernement du royaume de Yougoslavie (de 1939 à 1941).
La maison se présente comme une vaste bâtisse en pierre artificielle, édifiée dans l'esprit de l'académisme et de l'Art nouveau notamment avec une façade sur rue ornée de motifs floraux. Des figures humaines sont placées au niveau du grenier du bâtiment, aussi bien dans la façade sur rue que sur le côté du bâtiment ; au début et à la fin de la façade du toit se trouvent trois grande urnes à l'avant et sur le côté. À l'avant, la façade sur la rue Generala Milojka Lešjanina est rythmée par trois fenêtres, dont deux sont rectangulaires et la troisième se présente comme une vaste ouverture demi-circulaire ; entre les deux fenêtres rectangulaires se trouve une niche ornée d'un relief représentant une coquille.